# Wilfredo Peláez
Wilfredo A. Peláez Esmite (San José, 1930. október 27. – Montevideo, 2019. május 23.) olimpiai bronzérmes uruguayi kosárlabdázó.

## Pályafutása
Részt vett az 1952-es helsinki olimpián, ahol négy mérkőzésen szerepelt és bronzérmet szerzett az uruguayi válogatott tagjaként.

## Sikerei, díjai
- Olimpiai játékok
  - bronzérmes: 1952, Helsinki